# Smólsko (gromada)
Smólsko – dawna gromada, czyli najmniejsza jednostka podziału terytorialnego Polskiej Rzeczypospolitej Ludowej w latach 1954–1972.
Gromady, z gromadzkimi radami narodowymi (GRN) jako organami władzy najniższego stopnia na wsi, funkcjonowały od reformy reorganizującej administrację wiejską przeprowadzonej jesienią 1954 do momentu ich zniesienia z dniem 1 stycznia 1973, tym samym wypierając organizację gminną w latach 1954–1972.
Gromadę Smólsko z siedzibą GRN w Smólsku (obecnie są to dwie wsie: Smólsko Duże i Smólsko Małe) utworzono – jako jedną z 8759 gromad na obszarze Polski – w powiecie biłgorajskim w woj. lubelskim na mocy uchwały nr 6 WRN w Lublinie z dnia 5 października 1954. W skład jednostki weszły obszary dotychczasowych gromad Brodziaki i Smólsko ze zniesionej gminy Puszcza Solska oraz miejscowości Lipowiec Duży wieś i Lipowiec Mały wieś z dotychczasowej gromady Lipowiec ze zniesionej gminy Księżpol w tymże powiecie. Dla gromady ustalono 11 członków gromadzkiej rady narodowej.
1 stycznia 1958 gromadę zniesiono, włączając jej obszar do gromad: Podlesie (wsie Brodziaki, Edwardów i Smólsko Małe oraz gajówkę Kociołki), Majdan Nowy (wieś Smólsko Duże) i Księżpol (wsie Lipowiec Duży i Lipowiec Mały) w tymże powiecie.